# Borovkivka, Verhnodniprovsk
Borovkivka (în ucraineană Боровківка) este localitatea de reședință a comunei Borovkivka din raionul Verhnodniprovsk, regiunea Dnipropetrovsk, Ucraina.

## Demografie
Componența lingvistică a localității Borovkivka
     Ucraineană (90,88%)
     Rusă (8,32%)
     Alte limbi (0,79%)
Conform recensământului din 2001, majoritatea populației localității Borovkivka era vorbitoare de ucraineană (90,88%), existând în minoritate și vorbitori de rusă (8,32%).